# Teodor Corbea
Teodor Corbea (n. 1670, Brasov – d. 1725) a fost un traducător român de psalmi, autor al Dictiones latinae cum valachica interpretatione, cel mai vechi dicționar latin-român.

## Biografie
Este fiul lui Ion Corbea, epitropul bisericii Scheilor. Împreună cu frații săi a mers în Țara Românească unde a ajuns diplomat la curtea lui Constantin Brâncoveanu.  După Bătălia de la Stănilești din 1711 a plecat cu Toma Cantacuzino în Imperiul Rus.